# 御称号
御称号（ごしょうごう）とは、名詞「称号」に接頭辞「御」がついたもので、日本の特定の皇族に与えられる、主に幼少時の呼び名を指す。これは宮号・宮家としての「宮」とは別のものである。

## 概要

### 発祥
古代（奈良時代以降）において、皇族の居所であった「○○宮」が転じ、皇族本人を指す尊称となった。
幼少期に「○宮」の称号を付与する慣習が、いつ頃から始まったのか定かでないが、中世には既に定着していたようである。やがて、屋敷や荘園が世襲されるようになると、御称号もまた世襲されるようになり、後の宮家の始まりとなった。
宮家の制度が定着して以降も、個々の皇族は出生時に称号を名乗り、宮号の継承又は出家等をするまでの間、諱にかわって御称号をもって名乗る運用がなされた。

### 近現代における運用・用例

#### 運用
近現代においては、御称号が与えられるのは天皇の子女又は皇太子の子女のみ（いずれも親王・内親王）に限定して付与されている。また、皇族男子には主に成人後に宮号が授与され、皇族女子は皇族と婚姻して妃（親王・王妃）となるか、又は降嫁により姓を得ることから、実質的に幼少時～若年期に用いられる呼称となっている。
1889年（明治22年）制定の皇室典範（いわゆる旧皇室典範）及び1947年（昭和22年）制定の皇室典範（現行）のいずれにも、御称号（及びお印）について明文化された定めはない。
御称号が付与される皇族は、出生時に諱（名前）と称号が、宮内省/宮内庁の告示で法的にも定められ、『官報』に掲載される。例は次の通り。

※引用註：（）内は現代かな遣い・算用数字に改め、句読点を補ったもの
明治34年　宮内省告示第八号
四月二十九日午後十時十分降誕アラセラレタル親王御名ヲ裕仁ト命セラレ迪宮ト称シ奉ル
明治三十四年五月五日　　　宮内大臣　子爵田中光顕
（4月29日午後10時10分降誕あらせられたる親王、御名を裕仁と命ぜられ、迪宮と称し奉る）

御称号は、通常、名＋身位と同時に用いることは少ない。用例として次のようなものがある。
- 『官報』においては、原則として「○宮」又は「○○親王/内親王」と記されており、同時には用いていない。
  - 明治時代には皇孫である「迪宮」「淳宮」「光宮」を御称号で呼称している記事見出しもある。
  - 昭和時代（大日本帝国憲法下）には皇女である「照宮」「孝宮」「順宮」を御称号で呼称している記事見出し（本文は名＋身位のみ）もある。
- 史上初めて皇子女として学習院に通学した、昭和天皇第一皇女の照宮成子内親王の場合、学習院においても、また自署でも「成子内親王」と記され、御称号を冠していない[2]。
- 今上天皇第一皇女の敬宮愛子内親王は、2006年（平成18年）4月の学習院幼稚園入園式において「敬宮愛子」の呼称が用いられたと報じられた[3]。[4]。女子中等科卒業時に公表された作文の記名も「敬宮愛子」だった[5]。

上記のように、御称号と御名を並べた表記は、公的な文書では確認できないが、報道や教育の場では確認できる。

#### 愛称としての用例
東久邇宮稔彦王が記した『東久邇宮日記』では、終戦前後の時期（1945年/昭和20年）においても自身の妃聡子内親王を「泰宮」、嫡男盛厚王の妃成子内親王を「照宮」と記しており、成人・婚姻後も長く愛称としても用いた用例もある。

## 一覧

### 中世
| 御称号        | 読み                | 名       | 続柄               | 備考 |
| ------------- | ------------------- | -------- | ------------------ | ---- |
| 高倉宮 三条宮 | たかくら さんじょう | 以仁王   | 後白河天皇第三皇子 |      |
| 鳥羽三宮      | とばさん            | 惟明親王 | 高倉天皇第三皇子   |      |
| 北陸宮        | ほくりく            | 某王     | 以仁王第一王子     |      |
| 六条宮 但馬宮 | ろくじょう たじま   | 雅成親王 | 後鳥羽天皇皇子     |      |
| 冷泉宮        | れいぜい            | 頼仁親王 | 後鳥羽天皇皇子     |      |
| 六条宮 岩倉宮 | ろくじょう いわくら | 忠成王   | 順徳天皇第二皇子   |      |
| 交野宮        | かたの              | 国尊王   | 惟明親王第一王子   |      |
| 醍醐宮        | だいご              | 大豊王   | 国尊王第一王子     |      |
| 栗野宮        | くりの              | 字明王   | 国尊王第ニ王子     |      |
| 高桑宮        | たかくわ            | 某王     | 大豊王第一王子     |      |
| 尾崎宮        | おざき              | 某王     | 大豊王第ニ王子     |      |
| 万寿宮        | まんじゅ            | 某王     | 大豊王第三王子     |      |

### 近世
近世（江戸時代）においては次のとおり。
| 御称号 | 読み       | 名         | 続柄                               | 備考       |
| ------ | ---------- | ---------- | ---------------------------------- | ---------- |
| 女一宮 | おんないち | 興子内親王 | 後水尾天皇第二皇女                 | 明正天皇   |
| 女二宮 | おんなに   | 光明心院宮 | 後水尾天皇第三皇女                 |            |
| 女三宮 | おんなさん | 昭子内親王 | 後水尾天皇第四皇女                 |            |
| 兼宮   | かね       | 賀子内親王 | 後水尾天皇第六皇女                 |            |
| 沢宮   | さわ       | 文智女王   | 後水尾天皇第一皇女                 |            |
| 賀茂宮 | かも       | 賀茂宮     | 後水尾天皇第一皇子                 |            |
| 滋宮   | しげ       | 元昌女王   | 後水尾天皇第十皇女                 |            |
| 谷宮   | かね       | 宗澄女王   | 後水尾天皇第十一皇女               |            |
| 八重宮 | やえ       | 理昌女王   | 後水尾天皇第五皇女                 |            |
| 朱宮   | あけ       | 光子内親王 | 後水尾天皇第八皇女                 |            |
| 柏宮   | かしわ     | 理忠女王   | 後水尾天皇第十四皇女               |            |
| 品宮   | しな       | 常子内親王 | 後水尾天皇第十五皇女               |            |
| 珠宮   | あけ       | 永享女王   | 後水尾天皇第十七皇女               |            |
| 睦宮   | むつ       | 文察女王   | 後水尾天皇第十六皇女               |            |
| 素鵞宮 | すが       | 紹仁親王   | 後水尾天皇第四皇子                 | 後光明天皇 |
| 女一宮 | おんないち | 孝子内親王 | 後光明天皇第一皇女                 |            |
| 秀宮   | ひで       | 良仁親王   | 後水尾天皇第八皇子                 | 後西天皇   |
| 八百宮 | やお       | 誠子内親王 | 後西天皇第二皇女                   |            |
| 女二宮 | おんなに   | 某         | 後西天皇第三皇女                   |            |
| 巽宮   | そん       | 宗栄女王   | 後西天皇第三皇女                   |            |
| 楽宮   | ささ       | 尊秀女王   | 後西天皇第四皇女                   |            |
| 二宮   | に         | 幸仁親王   | 後西天皇第二皇子                   |            |
| 三宮   | さん       | 義延親王   | 後西天皇第四皇子                   |            |
| 益宮   | ます       | 天眞親王   | 後西天皇第五皇女                   |            |
| 賀陽宮 | かよう     | 某         | 後西天皇第八皇女                   |            |
| 賢宮   | かしこ     | 益子内親王 | 後西天皇第十一皇女                 |            |
| 橿宮   | かし       | 理豐女王   | 後西天皇第十二皇女                 |            |
| 多喜宮 | たき       | 瑞光女王   | 後西天皇第十四皇女                 |            |
| 三宮   | さん       | 永悟親王   | 後西天皇第三皇子                   |            |
| 常宮   | つね       | 某         | 後西天皇第六皇女                   |            |
| 香久宮 | かぐ       | 某         | 後西天皇第九皇女                   |            |
| 館宮   | たち       | 聖安女王   | 後西天皇第十皇女                   |            |
| 貴宮   | たか       | 公辨親王   | 後西天皇第六皇子                   |            |
| 攀宮   | すが       | 道祐親王   | 後西天皇第七皇子                   |            |
| 満宮   | みち       | 某         | 後西天皇第十三皇女                 |            |
| 壽宮   | かず       | 尊杲女王   | 後西天皇第十五皇女                 |            |
| 貞宮   | さだ       | 尊勝女王   | 後西天皇第十六皇女                 |            |
| 勝宮   | まさ       | 良應親王   | 後西天皇第十一皇子                 |            |
| 菅宮   | すが       | 道尊親王   | 後西天皇第九皇子                   |            |
| 高貴宮 | あて       | 識仁親王   | 後水尾天皇第十九皇子               | 霊元天皇   |
| 女二宮 | おんなに   | 榮子内親王 | 霊元天皇第三皇女                   |            |
| 女一宮 | おんないち | 憲子内親王 | 霊元天皇第二皇女                   |            |
| 一宮   | いち       | 濟深親王   | 霊元天皇第一皇子                   |            |
| 綾宮   | あや       | 福子内親王 | 霊元天皇第四皇女                   |            |
| 友宮   | おんなに   | 永秀女王   | 霊元天皇第五皇女                   |            |
| 富貴宮 | ふき       | 文仁親王   | 霊元天皇第八皇子                   |            |
| 梅宮   | うめ       | 某         | 霊元天皇第六皇女                   |            |
| 定宮   | さだ       | 勝子内親王 | 霊元天皇第七皇女                   |            |
| 淸宮   | きよ       | 某         | 霊元天皇第九皇子                   |            |
| 二宮   | に         | 寛隆親王   | 霊元天皇第二皇子                   |            |
| 綱宮   | つな       | 某         | 霊元天皇第五皇子                   |            |
| 三宮   | さん       | 某         | 霊元天皇第三皇子                   |            |
| 六宮   | ろく       | 堯延親王   | 霊元天皇第六皇子                   |            |
| 徳宮   | とく       | 某         | 霊元天皇第十二皇子                 |            |
| 力宮   | りき       | 某         | 霊元天皇第十二皇子                 |            |
| 藤宮   | ふじ       | 文喜女王   | 霊元天皇第八皇女                   |            |
| 亀宮   | かめ       | 元秀女王   | 霊元天皇第九皇女                   |            |
| 悦宮   | えつ       | 尊胤親王   | 霊元天皇第十八皇子                 |            |
| 多喜宮 | たき       | 尊賞親王   | 霊元天皇第三皇子                   |            |
| 六宮   | ろく       | 堯延親王   | 霊元天皇第六皇子                   |            |
| 五宮   | いつつ     | 朝仁親王   | 霊元天皇第五皇子                   | 東山天皇   |
| 長宮   | ます       | 慶仁親王   | 東山天皇第五皇子                   | 中御門天皇 |
| 八穂宮 | やほ       | 遐仁親王   | 桜町天皇第一皇子                   | 桃園天皇   |
| 緋宮   | あけ       | 英仁親王   | 桃園天皇第一皇子                   | 後桃園天皇 |
| 祐宮   | さち       | 兼仁親王   | 閑院宮典仁親王（慶光天皇）第六皇子 | 光格天皇   |
| 寛宮   | ゆた       | 智子内親王 | 桜町天皇第二皇女                   | 後桜町天皇 |
| 煕宮   | ひろ       | 統仁親王   | 仁孝天皇第四皇子                   | 孝明天皇   |
| 若宮   | わか       | 智忠親王   | 八条宮智仁親王第一王子             |            |
| 六宮   | ろく       | 智仁親王   | 誠仁親王第六皇子                   |            |
| 梅宮   | うめ       | 珠光院     | 八条宮智仁親王第一王女             |            |
| 二宮   | に         | 勝行親王   | 八条宮智仁親王第二王子             |            |
| 三宮   | さん       | 廣幡忠幸   | 八条宮智仁親王第三王子             |            |
| 幸宮   | さち       | 穏仁親王   | 後水尾天皇第十一皇子               |            |
| 倉宮   | くら       | 長仁親王   | 後西天皇第一皇子                   |            |
| 員宮   | かね       | 尚仁親王   | 後西天皇第八皇子                   |            |
| 正宮   | まさ       | 作宮       | 靈元天皇第九皇子                   |            |
| 富貴宮 | ふき       | 文仁親王   | 靈元天皇第七皇子                   |            |
| 若宮   | わか       | 家仁親王   | 文仁親王第一王子                   |            |
| 稻宮   | いね       | 周典親王   | 文仁親王第二王子                   |            |
| 美目宮 | びもく     | 常子女王   | 文仁親王第一王女                   |            |
| 季宮   | すえ       | 共宮       | 後西天皇第一皇子                   |            |

### 近現代
| 御称号 | 読み | 名           | 続柄                | 備考                    | 出典   |
| ------ | ---- | ------------ | ------------------- | ----------------------- | ------ |
| 祐宮   | さち | 睦仁親王     | 孝明天皇次男        | 明治天皇                |        |
| 梅宮   | うめ | 薫子内親王   | 明治天皇次女        |                         |        |
| 建宮   | たけ | 敬仁親王     | 明治天皇次男        |                         |        |
| 明宮   | はる | 嘉仁親王     | 明治天皇三男        | 大正天皇                |        |
| 滋宮   | しげ | 韶子内親王   | 明治天皇三女        |                         |        |
| 増宮   | ます | 章子内親王   | 明治天皇四女        |                         |        |
| 久宮   | ひさ | 静子内親王   | 明治天皇五女        |                         |        |
| 昭宮   | あき | 猷仁親王     | 明治天皇四男        |                         |        |
| 常宮   | つね | 昌子内親王   | 明治天皇六女        |                         |        |
| 周宮   | かね | 房子内親王   | 明治天皇七女        |                         |        |
| 富美宮 | ふみ | 允子内親王   | 明治天皇八女        |                         |        |
| 満宮   | みつ | 輝仁親王     | 明治天皇五男        |                         |        |
| 泰宮   | やす | 聡子内親王   | 明治天皇九女        |                         |        |
| 貞宮   | さだ | 多喜子内親王 | 明治天皇十女        |                         |        |
| 迪宮   | みち | 裕仁親王     | 大正天皇第一皇子    | 昭和天皇                | [ 7 ]  |
| 淳宮   | あつ | 雍仁親王     | 大正天皇第二皇子    | 秩父宮                  |        |
| 光宮   | てる | 宣仁親王     | 大正天皇第三皇子    | 高松宮                  |        |
| 澄宮   | すみ | 崇仁親王     | 大正天皇第四皇子    | 三笠宮                  |        |
| 照宮   | てる | 成子内親王   | 昭和天皇第一皇女    |                         | [ 8 ]  |
| 久宮   | ひさ | 祐子内親王   | 昭和天皇第二皇女    |                         | [ 9 ]  |
| 孝宮   | たか | 和子内親王   | 昭和天皇第三皇女    |                         | [ 10 ] |
| 順宮   | より | 厚子内親王   | 昭和天皇第四皇女    |                         | [ 11 ] |
| 継宮   | つぐ | 明仁親王     | 昭和天皇第一皇子    | 第125代天皇、現上皇明仁 | [ 12 ] |
| 義宮   | よし | 正仁親王     | 昭和天皇第二皇子    | 常陸宮                  | [ 13 ] |
| 清宮   | すが | 貴子内親王   | 昭和天皇第五皇女    |                         | [ 14 ] |
| 浩宮   | ひろ | 徳仁親王     | 第125代天皇第一皇子 | 今上天皇                |        |
| 礼宮   | あや | 文仁親王     | 第125代天皇第二皇子 | 秋篠宮、皇嗣            |        |
| 紀宮   | のり | 清子内親王   | 第125代天皇第一皇女 |                         |        |
| 敬宮   | とし | 愛子内親王   | 今上天皇第一皇女    |                         |        |